# Aline Corrêa
Aline Lemos Corrêa de Oliveira Andrade (Recife, 25 de março de 1973), é uma empresária e política brasileira filiada ao União Brasil (União).

## Biografia
Aline é filha do deputado federal cassado Pedro Corrêa, envolvido no escândalo do mensalão. Aline negou a existência do escândalo, dizendo tudo ser "uma criação muito forte do deputado Roberto Jefferson com motivação política".
Nas eleições estaduais de 2006, Aline foi eleita deputada federal por São Paulo, com 11.132 votos. A votação de Paulo Maluf, com 739.000, acabou elegendo deputados para o Partido Progressista (PP), como Corrêa. Foi candidata a vice-prefeita da cidade de São Paulo, nas eleições municipais de 2008, como companheira de chapa de Paulo Maluf; ficou em 4º lugar, recebendo pouco mais de 370 mil votos. Em 2010, graças a um trabalho que lhe rendeu prêmio nacional da Associação de Prefeitos e Vice-Prefeitos, Aline Corrêa foi reeleita deputada federal com quase 80 mil votos. Desistiu de disputar a reeleição em 2014. Em 2018, concorreu ao cargo de deputada estadual por Pernambuco, pelo Partido da República (PR), recebendo pouco mais de 12 mil votos mas não foi eleita.

## Ação do STF
Em 2011, o Supremo Tribunal Federal (STF) abriu uma ação penal contra Corrêa. Segundo o Ministério Público, dois caminhões da empresa de Corrêa transportavam cigarros com selos de IPI falsificados. Em sua defesa, ela afirmou que a empresa pertencia ao ex-marido(ela detinha apenas 1% do capital) e que não houve falsificação, mas transporte de produto com selo falsificado, risco que incorre qualquer transportadora do país.